# Apocephalus inpalpabilis
Apocephalus inpalpabilis är en tvåvingeart som beskrevs av Brown 2000. Apocephalus inpalpabilis ingår i släktet Apocephalus och familjen puckelflugor. Inga underarter finns listade i Catalogue of Life.